# Михайло Канарчик
Канарчик Михайло Карлович (* 31.05.1941, Слобідка-Охрімовецька, Віньковецький район, Хмельницька область, + 01.10.1975, Яворів, Львівська область) — майстер яворівського жолобчасто-вибірного різьблення.
Михайло Канарчик народився в селі Слобідка-Охрімовецька на Поділлі (Хмельницька область). Батько — ветеран Другої світової війни. Середню освіту Михайло Канарчик здобув у рідному селі.

## Творчість
У 1958—1961 роках  Михайло Канарчик навчався в Яворівській школі художніх ремесел (ШХР) у групі Сави Миколайовича Мельника. Серед учнів групи відрізнявся  креативністю, почуттям гумору і вмінням імпровізувати, що неодноразово демонстрував у художній самодіяльності художньої школи.

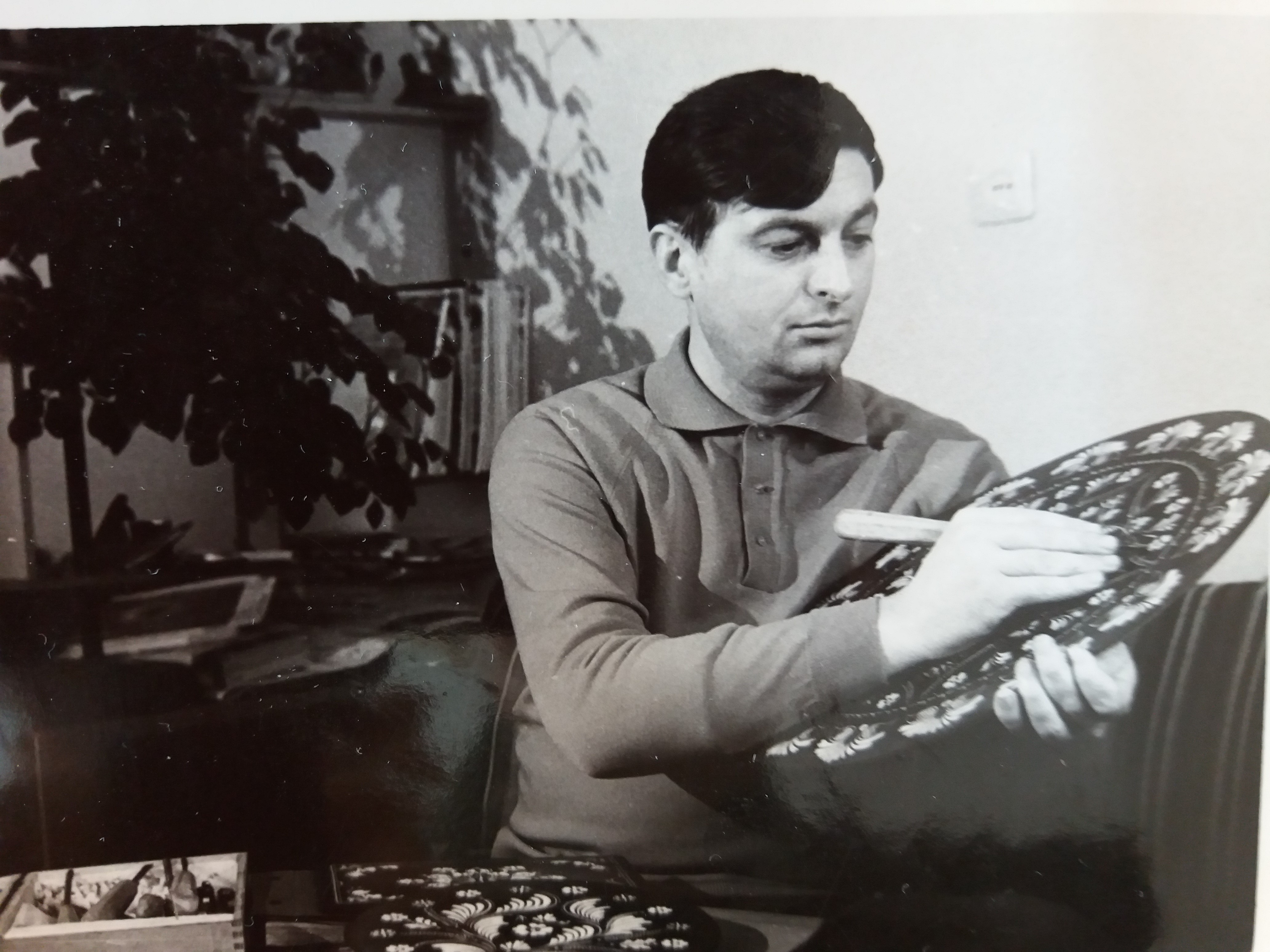
Михайло Канарчик за роботою

Його артистизм оцінив директор Яворівського народного театру і режисер Підлісний, який вважав, що майбутнє Михайла на сцені театру. Іншої думки дотримувався Сава Мельник, який бачив його у практичній роботі за різьбою і знав його творчий потенціал. Зокрема дипломною роботою Михайла Канарчика був складний і новий, на той час, виріб — декоративний куманець. Таких виробів ще не виготовляли у Яворівській художній школі. Запропонував ідею майстер і наставник Сава Мельник. Композиція була присвячена засновнику яворівської  жолобчасто-вибірної різьби, Йосипу Станьку. Портрет Станька виконаний на куманці складною технікою процарапування полірувальної поверхні кінчиком скісного різака. Саме такою технікою користувався сам Йосип Станько у виконанні портретних зображень на скриньках.
З 1962 по 1968 рік Мийхайло Канарчик працював у Яворівській школі художніх ремесел (тепер Івано-Франківське ХПТУ-14) на посаді майстра виробничого навчання. Пізніше вчителем образотворчого мистецтва у Яворівській середній школі № 3.

## Досягнення
Михайло Канарчик організовував численні виставки різьби у Яворові. В ці роки став визнаним народним майстром.
У 1972 році на республіканському фестивалі самодіяльного мистецтва у Києві  Канарчик був нагороджений дипломом другого ступеня і срібною медаллю. В тому ж році його запросили працювати творчим майстром на Львівський художньо-виробничий комбінат.
За оцінкою спеціалістів, майстерність Михайла Канарчика за короткий час досягла високого професійного  рівня. Його роботам притаманні витончений художній смак та складні технічні прийоми різьблення. Однією з особливостей творчості Канарчика були композиції з довільним  розташуванням  орнаменту  на  площині, а також із використанням ритміки орнаменту та проміжків між повторюваними елементами. Такі особливості стали для Михайла Канарчика фактором успіху, і його комбінації були перейняті Львівським художньо-виробничим комбінатом у зразок для тиражування.
У 1975 році  творчість Канарчика була презентована у документальному фільмі «Яворівські барви», знятому Львівською кіностудією.
Роботи майстра зберігають у музеях Львова, Санкт-Петербурга, Торонто.